# Balková
Balková (německy Walkowa) je téměř zaniklá vesnice, část obce Tis u Blatna v severní části okresu Plzeň-sever v Plzeňském kraji. Leží deset kilometrů východně od Žlutic. V roce 2011 zde trvale nikdo nežil.
Balková sousedí na severovýchodě s Kračínem, který též patří pod obec Tis u Blatna. Ves leží v přírodním parku Horní Střela. Vsí protéká Balkovský potok.

## Historie
První písemná zmínka o vesnici pochází z roku 1253. Po polovině 16. století byla obec součástí chyšského panství, ve druhé polovině 18. století již patřila k Rabštejnu. V 19. století zde stálo přibližně 10 usedlostí. V roce 1872 byla na návsi postavena dřevěná kaple Nejsvětější Trojice, patrně na místě starší kaple nebo zvoničky.
V západní a severozápadní části katastru byly v roce 1937 vybudovány objekty lehkého opevnění úseku D-17.
Původní německé obyvatelstvo Balkové bylo v roce 1945 odsunuto, a protože zde Němci tvořili drtivou většinu obyvatel, ves i přes pokusy o dosídlení zcela zanikla. V 80. letech byl na jejím místě vybudován velký areál školy v přírodě, uvedený do provozu roku 1989. Po roce 1995, kdy byl provoz ukončen, sloužil areál jako záchytné zařízení pro uprchlíky a po něm od roku 2005 jako školicí středisko pro zaměstnance policie ČR. V areálu  vzniklo záchytné detenční zařízení pro imigranty o kapacitě 210 míst.

## Obyvatelstvo
Při sčítání lidu v roce 1921 zde žilo 89 obyvatel (z toho 45 mužů), z nichž bylo sedm Čechoslováků a 82 Němců. Všichni se hlásili k římskokatolické církvi. Podle sčítání lidu z roku 1930 měla vesnice 82 obyvatel německé národnosti. Kromě jednoho člena jiných nezjišťovaných církví byli římskými katolíky.
Zaniklé osídlení připomínají jen torza božích muk podél cesty do Poříčí.
| Rok            | 1869 | 1880 | 1890 | 1900 | 1910 | 1921 | 1930 | 1950 | 1961 | 1970 | 1980 | 1991 | 2001 | 2011 | 2021 |
| -------------- | ---- | ---- | ---- | ---- | ---- | ---- | ---- | ---- | ---- | ---- | ---- | ---- | ---- | ---- | ---- |
| Počet obyvatel | 107  | 104  | 100  | 108  | 110  | 89   | 82   | 23   | 7    | 11   | 0    | 18   | 0    | 0    | 2    |
| Počet domů     | 23   | 24   | 24   | 24   | 24   | 24   | 24   | 9    | 9    | 3    | 0    | 5    | 0    | 0    | 2    |

## Obecní správa
Při sčítání lidu v letech 1869–1930 Balková byla samostatnou obcí v okrese Žlutice. V letech 1950–1959 byla osadou obce Kračín v okrese Plasy. Od 1. ledna 1960 do 30. června 1980 byla částí obce Tis u Blatna v okrese Plzeň-sever. Od 1. července 1980 do 23. listopadu 1990 byla částí obce Žihle v okrese Plzeň-sever. Od 24. listopadu 1990 je opět částí obce Tis u Blatna v okrese Plzeň-sever.